# Randstad
 For alternative betydninger, se Randstad N.V..
Randstad er en sammenhængende metropolregion (en konurbation) i Holland. Den består af de fire største hollandske byer (Amsterdam, Rotterdam, Haag og Utrecht), samt de omkringliggende områder. Afhængig af definitionen på og afgrænsningen af Randstad kan man sætte befolkningstallet til mellem 6,6 og 8,4 millioner (ultimo 2021). Med 6,8 mio. indbyggere på 4.300 km² i de mest tætbefolkede dele op til 8,4 mio. indbyggere på 8.300 km² (ultimo 2021)(det samlede indbyggertal i de fire provinser Nord-Holland, Syd-Holland, Utrecht og Flevoland) (over 47% af Hollands befolkning) er det en af de største konurbationer i Europa. Hovedbyerne er Almere, Amsterdam, Delft, Dordrecht, Gouda, Haarlem, Hilversum, Leiden, Rotterdam, Haag, Utrecht og Zoetermeer.
Byerne i Randstad danner mere eller mindre en halvmåne eller kæde. Denne form har givet Randstad sit navn (rand betyder kant og stad betyder by). Området der er omsluttet af de større byer kaldes det grønne hjerte (Groene Hart).
Metropolregionen har givet navn til Regio Randstad, som er et formelt regionalt samarbejde mellem fire af Hollands provinser: Noord-Holland, Zuid-Holland, Utrecht og Flevoland.

## Eksterne link
Region Randstads hjemmeside Arkiveret 13. december 2010 hos  Wayback Machine
52°11′27″N 4°39′20″Ø / 52.19083°N 4.65556°Ø